# Strada statale 335 di Bardonecchia
La strada statale 335 di Bardonecchia (SS 335) è un'importante strada statale italiana della provincia di Torino.

## Percorso
Ha origine nel comune di Oulx e ha un tracciato ampio e scorrevole; costeggia l'ultimo tratto dell'autostrada A32 e tocca la località di Savoulx, dopo la quale arriva in pochi chilometri a Bardonecchia. 

## Strada statale 335 dir di Bardonecchia
La strada statale 335 dir di Bardonecchia (SS 335 dir) è una strada statale italiana di collegamento locale.

### Percorso
Il tracciato della strada collega la strada statale 24 del Monginevro (dalla località Pont Ventoux) alla strada statale 335 di Bardonecchia poco a monte dello svincolo di Oulx dell'A32, in località Ponte Baume.